# Каменярня

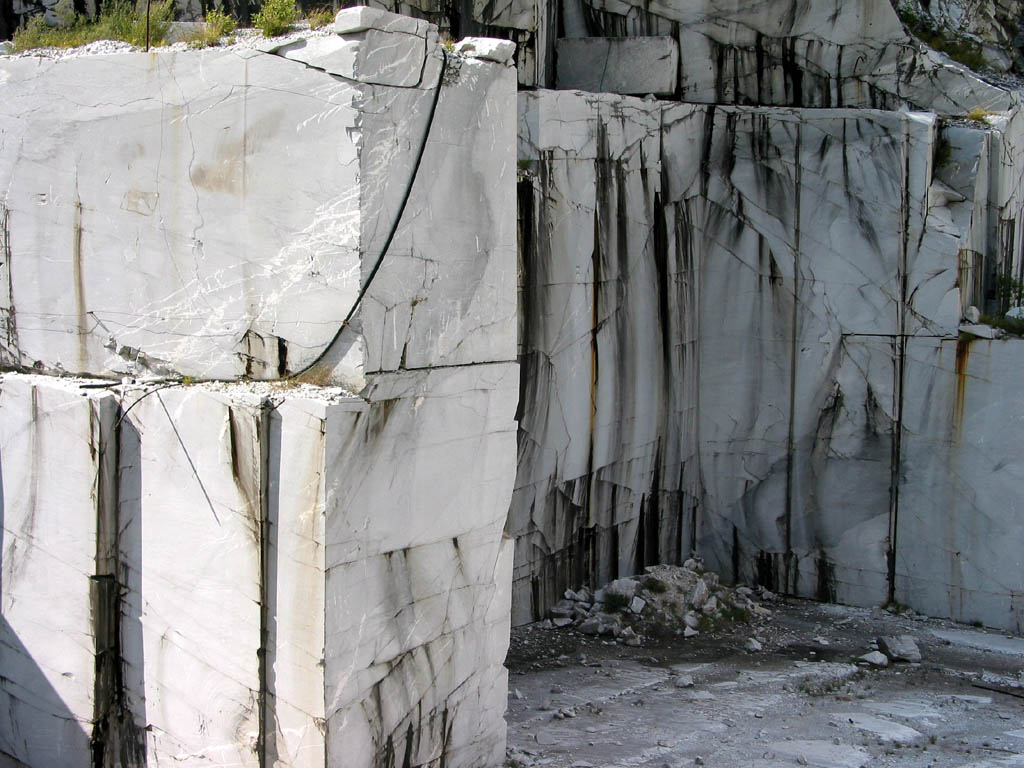
Мармуровий кар'єр

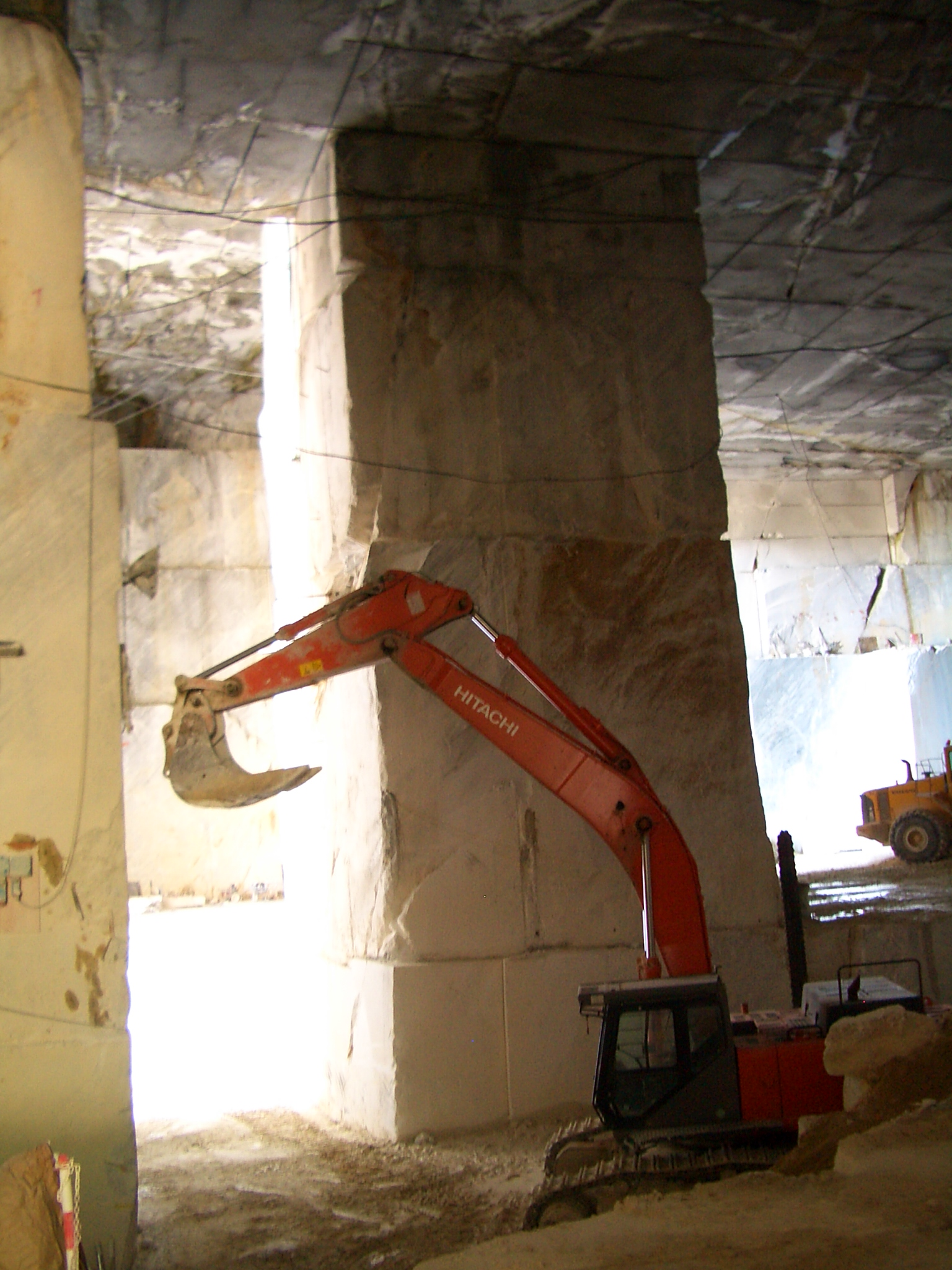
Підземна каменярня (родовище Каррара)

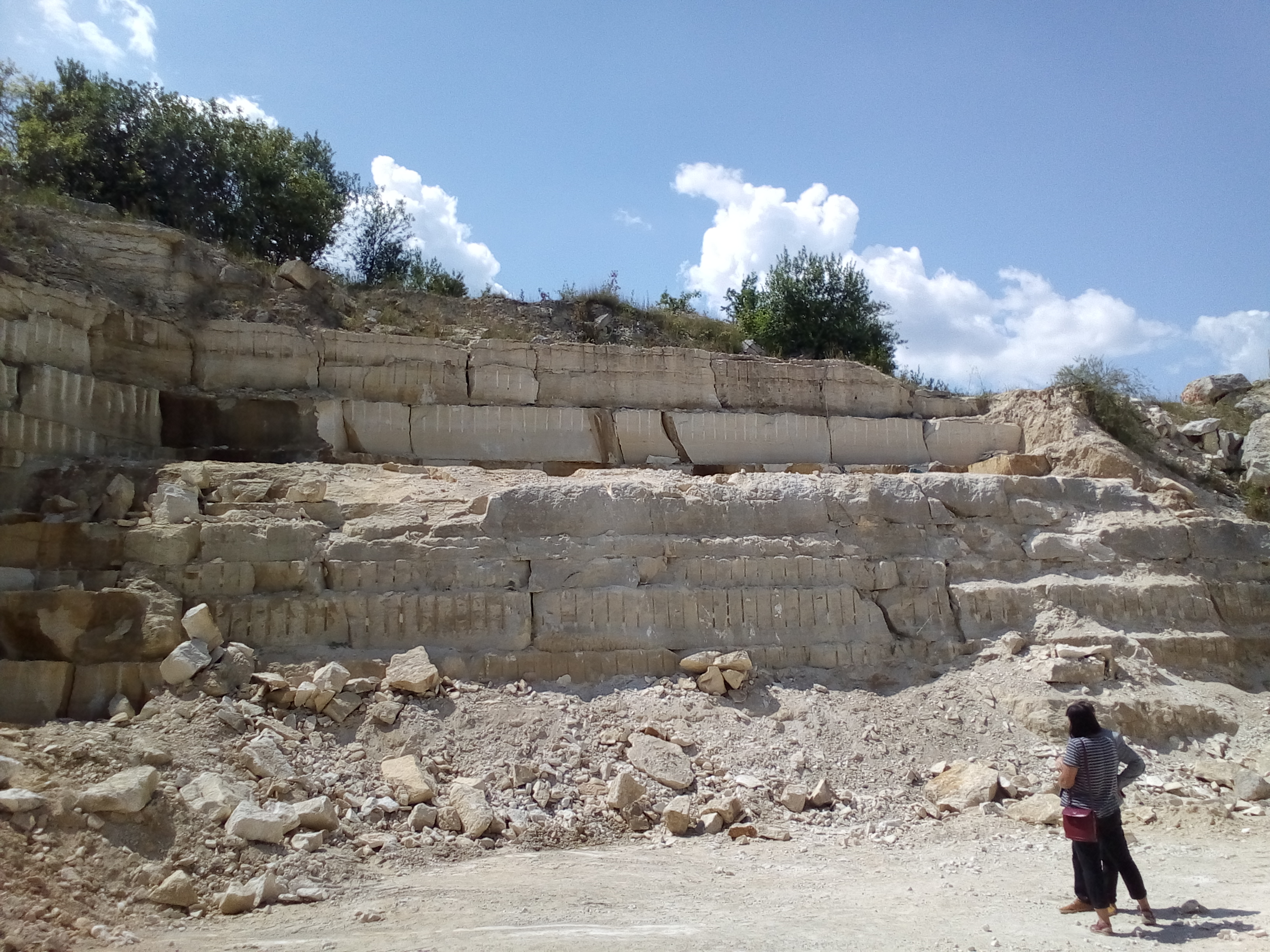
Вапняковий кар'єр-каменоломня. Львівська область. 2019 р.

Каменя́рня, каменоло́мня а також гі́рня — гірниче підприємство, що займається видобуванням та обробкою каменю (граніту, вапняку, мармуру, пісковику та інших будівельних матеріалів) — різновид кар'єру.
Сьогодні термін вважається застарілим, але залишається у використанні. Слово «гі́рня» вживається переважно як топонім — на позначення урвища, що залишилося на місці давнього видобутку каменю.
Більшість копалень із видобування будівельних каменів, як правило, мають назву «кар'єр» із прикметником-уточненням, що ідентифікує вид каменю, що видобувається (гранітний кар'єр, мармуровий кар'єр тощо).
Роботи в каменярнях ведуться частіше відкритим способом, рідше підземним.
Каменярні — один з найдавніших видів гірничих розробок. Величезні за масштабами робіт каменярні відомі в Китаї, Єгипті, Месопотамії, Греції, Римі; вони забезпечували кам'яними матеріалами будівництво палаців, пірамід, фортець, акведуків та інших.
В Україні давні каменярні виявлені на Донбасі поблизу м. Краматорська.

## Давні каменоломні
Про каменоломні часто згадують давні автори. Так, Георгій Агрікола у свої роботі De Re Metallica («Про гірництво та металургію») пише:
| "Мармурові жили, а також будівельні камені розробляються, якщо виявлені їх виходи, хоча деякі цінні камені зустрічаються у вигляді особливих родовищ. Зазвичай їх видобувають у рудниках і каменоломнях як, приміром, магніт у залізних рудниках, наждак у срібних рудниках, єврейський камінь, колісний камінь та інші в каменоломнях, де рудокопи зазвичай відбирають їх з породи за наказом власників. " |
Неоціненне значення для розвою цивілізаційних процесів мали видобуток та обробка каменю з метою будівництва житла, мощення доріг, спорудження витворів монументального мистецтва, які, розпочавшись у сивій давнині, ніколи не припинялися. Прикметно, що без розвитку цього напрямку гірництва було б неможливо здійснити необхідне облаштування життєвого простору цивілізованої людини, що знайшло втілення в архітектурі. Видатний архітектор античності Вітрувій означив її відомою тріадою: користь, міцність, краса. Саме ці якості об'єктів зодчества забезпечив природний камінь як універсальний будівельний матеріал. Саме камінь відкрив можливість поєднання й тривалого збереження утилітарної (корисної) функції споруд з їх художньою (ідейною) цінністю.
Каменоломні — один із найдавніших типів розробок будівельних гірських порід, що фіксується вже в неоліті й безперервно супроводжує людину протягом усієї історії. Перше використання каменю спостерігається ще в печерних оселях для їх зміцнення, перепланування, опорядження сталих вогнищ, а також для позначення поховань і будівництва культових споруд. Найдавніші кам'яні селища, які були виявлені археологами, — це Чайоню-Тепезі в Південно-Східній Туреччині, окремі будівлі якого датують Х тис. до Р. Х., і славнозвісний Єрихон, заснований у IX тисячолітті до Р. Х. Уже в давньому світі каменоломні забезпечували кам'яними матеріалами будівництво храмів, фортець, палаців, акведуків, брукованих доріг тощо. Поряд з місцями ламанням гірських порід каменярі вели їх обробку, виробляючи камені правильної форми й різних габаритів.
Багато міст в усі часи мали розгалужені підземні системи виробок — катакомби, які виникали внаслідок видобутку будівельних матеріалів. Надалі підземний простір каменоломень використовували для поховань, печерних храмів, улаштування в'язниць, сховищ тощо.